# Toe (группа)
Toe (также часто стилизуют под toe) — японская музыкальная группа. Хотя многие характеризуют их как пост-рок, структура и динамика их песен похожа на многие популярные мат-рок-группы.
В состав группы входят Касикура Такаси (барабаны), Мино Такааки (гитара), Яманэ Сатоси (бас), Ямадзаки Хирокадзу (гитара). Toe официально играют таким составом с момента создания группы в 2000 году. В настоящее время они одна из трёх групп на инди-лейбле Machu Picchu наряду с группами mouse on the keys и Enemies. Этот лейбл был сформирован членами Toe.
В основном музыка инструментальная и основана на быстрой и пронзительной игре на ударных Такаси. Группа также известна своими мелодичными, чистыми гитарными партиями. Хотя композиции и повторяют типичные для рока мотивы, но использование очень тонких изменений в размере и ритме формируют их уникальный звук. В своих последних альбомах группа изменила своё звучание за счёт использования акустической гитары, родес-пиано и вибрафона.
Группа постоянно гастролирует по Японии.

## Дискография
- Pele / toe (Dis(ign) Muzyq [JP], 2001 & Polyvinyl Records [US] 2004) split EP
- Songs, Ideas We Forgot (Catune, 2002) EP
- Re:designed (Catune, 2003) [remix album]
- The Book About My Idle Plot on a Vague Anxiety (Catune, 2005)
- New Sentimentality (Machu Picchu, 2006) EP
- New Sentimentality "Tour Edition" (White Noise Records HK, 2008) Enhanced CDEP Limited to 1000
- For Long Tomorrow (White Noise Records HK, 2009)
- Toe/Collection of Colonies of Bees (Contrarede, 2009) EP
- The Future Is Now EP (Machu Picchu, 2012; White Noise Records HK, 2012; Topshelf Records 2012)

## DVD
- RGBDVD (DVD, 2005)
- CUT DVD (DVD, 2010)